# Asphalt Urban GT
Asphalt Urban GT è un videogioco di corse automobilistiche per dispositivi mobili prodotto da Gameloft.

## Modalità di gioco
Le modalità di gara sono due, corsa normale contro altri avversari e duello, in cui si punta a vincere una certa somma, più alta è questa e più poliziotti ci saranno con relativo supporto (strisce chiodate, blocchi, elicottero ecc.).